# TSV Hartberg
Turn- und Sportverein Hartberg (normalt bare kendt som TSV Hartberg) er en østrigsk fodboldklub fra byen Hartberg. Klubben spiller i  Bundesliga, og har hjemmebane på Profertil Arena Hartberg. Klubben blev grundlagt i 1946.